# Montesquieu
 (juin 2025).
 (juillet 2025).
Pour les articles homonymes, voir Montesquieu (homonymie).
Charles Louis de Secondat, baron de La Brède et de Montesquieu, est un magistrat, penseur politique, précurseur de la sociologie, philosophe et écrivain français des Lumières, né le 18 janvier 1689 à La Brède (Guyenne, près de Bordeaux) et mort le 10 février 1755 à Paris.
Jeune homme passionné par les sciences, plein d'esprit, Montesquieu publie anonymement les Lettres persanes (1721), un roman épistolaire qui fait la satire amusée de la société française de la Régence, vue par des Persans fictifs. Le roman met en cause les différents systèmes politiques et sociaux, y compris celui des Persans.
Il voyage ensuite en Europe et séjourne plus d'un an en Angleterre où il observe la monarchie constitutionnelle et parlementaire qui a remplacé la monarchie autocratique.
De retour dans son château de La Brède, il se consacre à ses grands ouvrages qui associent histoire et philosophie politique : Considérations sur les causes de la grandeur des Romains et de leur décadence (1734) et De l'esprit des lois (1748), dans lequel il développe sa réflexion sur la répartition des fonctions de l'État entre ses différentes composantes, appelée postérieurement « principe de séparation des pouvoirs ».
Montesquieu, avec entre autres John Locke, est l'un des penseurs de l'organisation politique et sociale sur lesquels les sociétés modernes et politiquement libérales s'appuient. Ses conceptions — notamment en matière de séparation des pouvoirs — ont contribué à définir le principe des démocraties occidentales.

## Biographie
Fils aîné de Jacques de Secondat (1654-1713) et de Marie-Françoise de Pesnel (1665-1696), baronne de La Brède, Montesquieu naît dans une famille de magistrats de bonne noblesse de robe, au château de La Brède (près de Bordeaux, en Gironde), dont il porte d'abord le nom et auquel il reste toujours très attaché. Ses parents lui choisissent un mendiant pour parrain, afin qu'il se souvienne toute sa vie que les pauvres sont ses frères.
Il est le neveu de Jean-Baptiste de Secondat, baron de Montesquieu.
Après une scolarité au collège de Juilly et des études de droit, il devient conseiller au parlement de Bordeaux en 1714. Le 30 avril 1715 à Bordeaux, il épouse Jeanne de Lartigue, une protestante issue d'une riche famille et de noblesse récente, originaire de Clairac, qui lui apporte une dot importante, alors que le protestantisme restait interdit en France, depuis la révocation de l'édit de Nantes en 1685. C'est en 1716, à la mort de son oncle, que Montesquieu hérite d'une vraie fortune, de la charge de président à mortier du parlement de Bordeaux et du titre de baron de Montesquieu, dont il prend le nom. Délaissant sa charge dès qu'il le peut, il s'intéresse au monde et au plaisir.

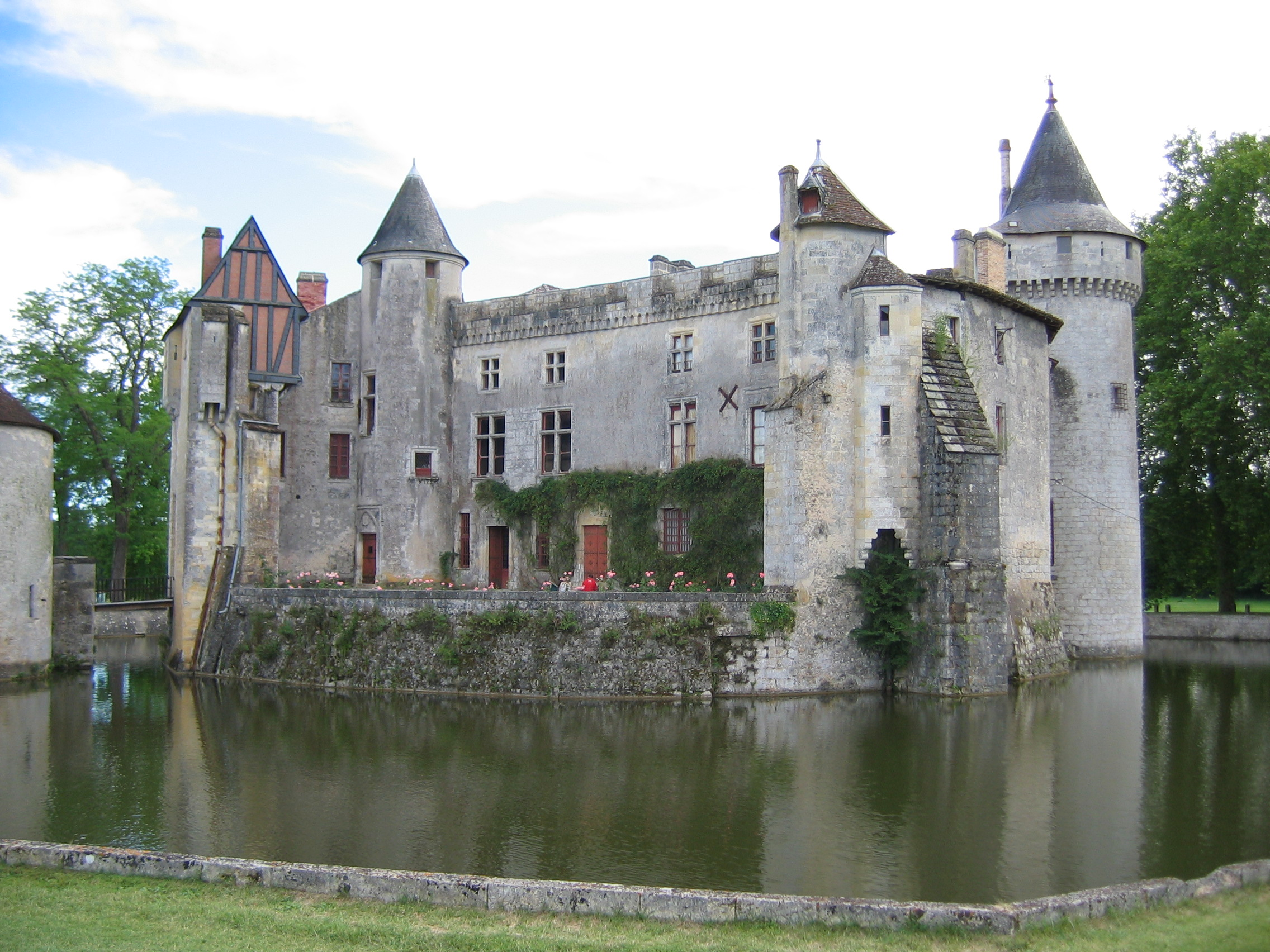
Le château de La Brède.

À cette époque l'Angleterre s'est constituée en monarchie constitutionnelle à la suite de la Glorieuse Révolution (1688-1689) et s'est unie à l'Écosse en 1707 pour former la Grande-Bretagne. En 1715, le Roi-Soleil s'éteint après un très long règne, lui succède un monarque plus effacé. Ces transformations nationales influencent grandement Montesquieu ; il s'y réfère souvent.
Montesquieu a assumé les responsabilités de directeur en 1718, 1726, 1735 et 1748 à l'Académie de Bordeaux. Montesquieu contribuait activement à cette académie, par exemple en participant à ses activités scientifiques. Par exemple, dans son Discours sur l’usage des glandes rénales, il propose une revue critique des hypothèses contemporaines sur ces organes (aujourd’hui appelés surrénales) dans le contexte d'un prix qu'il avait lui-même proposé en tant que directeur en 1718. En 1720, dans son Discours sur la cause de la pesanteur des corps, Montesquieu présente un résumé critique des différentes dissertations reçues par l’Académie royale de Bordeaux pour son prix annuel, avant d’en annoncer le lauréat.

Ses Observations sur l’histoire naturelle (1718–1724) constituent un ensemble plus personnel, dans lequel il consigne des observations faites au microscope (sur des insectes, des mousses, du gui, des grenouilles, etc.). Il y développe des hypothèses audacieuses marquées par une volonté d’explication mécaniste du vivant.
Il propose plusieurs contributions majeures à l’académie de Bordeaux, comme la Dissertation sur la politique des Romains dans la religion (1716) qui montre à la fois une interprétation personnelle du fait religieux, et une influence de Machiavel.
Il oriente sa curiosité vers la politique et l'analyse de la société à travers la littérature et la philosophie. Dans les Lettres persanes, qu'il publie anonymement en 1721 à Amsterdam, il dépeint admirablement, sur un ton humoristique et satirique, la société française à travers le regard de visiteurs persans. Cette œuvre connaît un succès considérable : le côté exotique, parfois érotique, la veine satirique mais sur un ton spirituel et amusé sur lesquels joue Montesquieu, plaisent.
En janvier 1724, le parlement de Bordeaux, où Montesquieu siège comme président à mortier, intervient pour faire respecter un arrêt visant à mettre fin à la ségrégation dont sont victimes les cagots (ou gahets). Ces populations du Sud-Ouest, marginalisées en raison d'une fausse croyance les associant à la lèpre, étaient de ce fait souvent contraintes à exercer des métiers spécifiques comme celui de charpentier. Cela témoigne de l'implication de Montesquieu dans les questions de justice de son époque.
En 1726, Montesquieu jouit de 29 000 livres de rente et témoigne à Mme de Lambert de sa satisfaction d'avoir, en quelques années, redréssé sa situation financière et constitué un patrimoine qui écartait de lui les soucis financiers,. Il règle la part d’héritage due à son frère Joseph, fixée à 30 000 livres par le testament de Jacques de Secondat, leur père.

Après son élection à l'Académie française (1728), il entreprend un long périple à travers l'Europe qui nourrira en profondeur sa réflexion. Il séjourne d'abord en Autriche et en Hongrie (d'avril à début août 1728), puis passe près d'un an en Italie (d'août 1728 à juillet 1729). Après un parcours plus bref en Allemagne (août-octobre 1729) et en Hollande (octobre 1729), il s'installe pour dix-huit mois en Angleterre (de novembre 1729 au printemps 1731). Lors de ces voyages, il observe attentivement la géographie, l'économie, la politique et les mœurs des pays qu'il visite. Il est initié à la franc-maçonnerie au sein de la loge londonienne Horn (le Cor) le 12 mai 1730. Pour son appartenance à la franc-maçonnerie, Montesquieu sera inquiété par l'intendant de Guyenne Claude Boucher et le cardinal de Fleury en 1737. Il continue néanmoins à fréquenter les loges bordelaises et parisiennes (dont John Theophilus Desaguliers).
De retour au château de La Brède, en 1734, il publie les Considérations sur les causes de la grandeur des Romains et de leur décadence. Ce monument dense, couronnement de ses années de voyages qui l'ont initié à la diplomatie et à la politique, qui a eu une influence certaine sur Decline and fall of the Roman Empire d'Edward Gibbon, est surtout une œuvre politique. Montesquieu explique lui-même dans une préface (non publiée de son vivant) qu'il a voulu expliquer le changement de régime, de la république à l'empire, puis qu'il est remonté de proche en proche pour en chercher les causes. Il étend sa réflexion jusqu'à la fin de l'Empire romain d'Orient, autrement dit jusqu'à la chute de Constantinople (1453). La matière historique alimente surtout une réflexion politique, qui multiplie les références et les allusions à l'histoire moderne et surtout récente, voire contemporaine.
Il travaille ensuite plusieurs années, accumulant notes et réflexions ; vers 1739, il commence son maître-livre, De l'esprit des lois. D'abord publié anonymement en 1748, le livre acquiert rapidement une influence majeure. L'ouvrage, qui rencontre un énorme succès, établit les principes fondamentaux des sciences économiques et sociales et concentre toute la substance de la pensée libérale. Il est cependant critiqué et attaqué, notamment par les jansénistes, ce qui conduit son auteur à publier en 1750 la Défense de l'Esprit des lois. Il devient membre de l'Académie de Stanislas en 1751.
L'Église catholique romaine interdit le livre — de même que de nombreux autres ouvrages de Montesquieu — en 1751 et l'inscrit à l'Index tout comme l'avaient été Machiavel, Montaigne et Descartes. On lui reproche notamment d'avoir fait primer des facteurs physiques et sociaux sur la religion.
L'expression d' «esprit des lois » laisse entendre qu'il y a une rationalité immanente aux institutions humaines. Tout s'explique, rien n'est par conséquent complètement absurde ou scandaleux : institutions et religions relèvent du même déterminisme géographique ou climatique, perdent tout privilège de statut et cessent d’être absolues.
Dès la publication de ce monument, Montesquieu est entouré d'un véritable culte. À travers l'Europe, et particulièrement en Grande-Bretagne, De l'esprit des lois est couvert d'éloges. En 1754, il publie Lysimaque, essai politique qui est sa dernière œuvre, alors qu'il continue à travailler beaucoup, revoyant et corrigeant ses œuvres (notamment les Lettres persanes et L'Esprit des lois dont une édition posthume sera publiée en 1758, dans ses Œuvres en trois tomes). Il ne finit jamais l'article qu'il avait proposé à D'Alembert pour l'Encyclopédie (alors que cet article avait déjà été dévolu à Voltaire, qui fournit le sien) : l'article « Goût » n'est qu'une ébauche à partir de documents anciens ; il trouve place néanmoins au tome VII (1757).
Montesquieu souffrait d'une vue déficiente, qui serait l'une des causes de l'abandon de sa charge de Président à mortier au Parlement de Bordeaux en 1748 après un diagnostic de cataracte,. Sa cécité souvent mentionnée, ne semble pas avoir eu de conséquences pour son œuvre.
C'est le 10 février 1755 qu'il meurt d'une « fièvre chaude » (fièvre ardente). Il est inhumé le 11 février 1755 dans la chapelle Sainte-Geneviève de l'église Saint-Sulpice à Paris.

## Philosophie

### Les principes

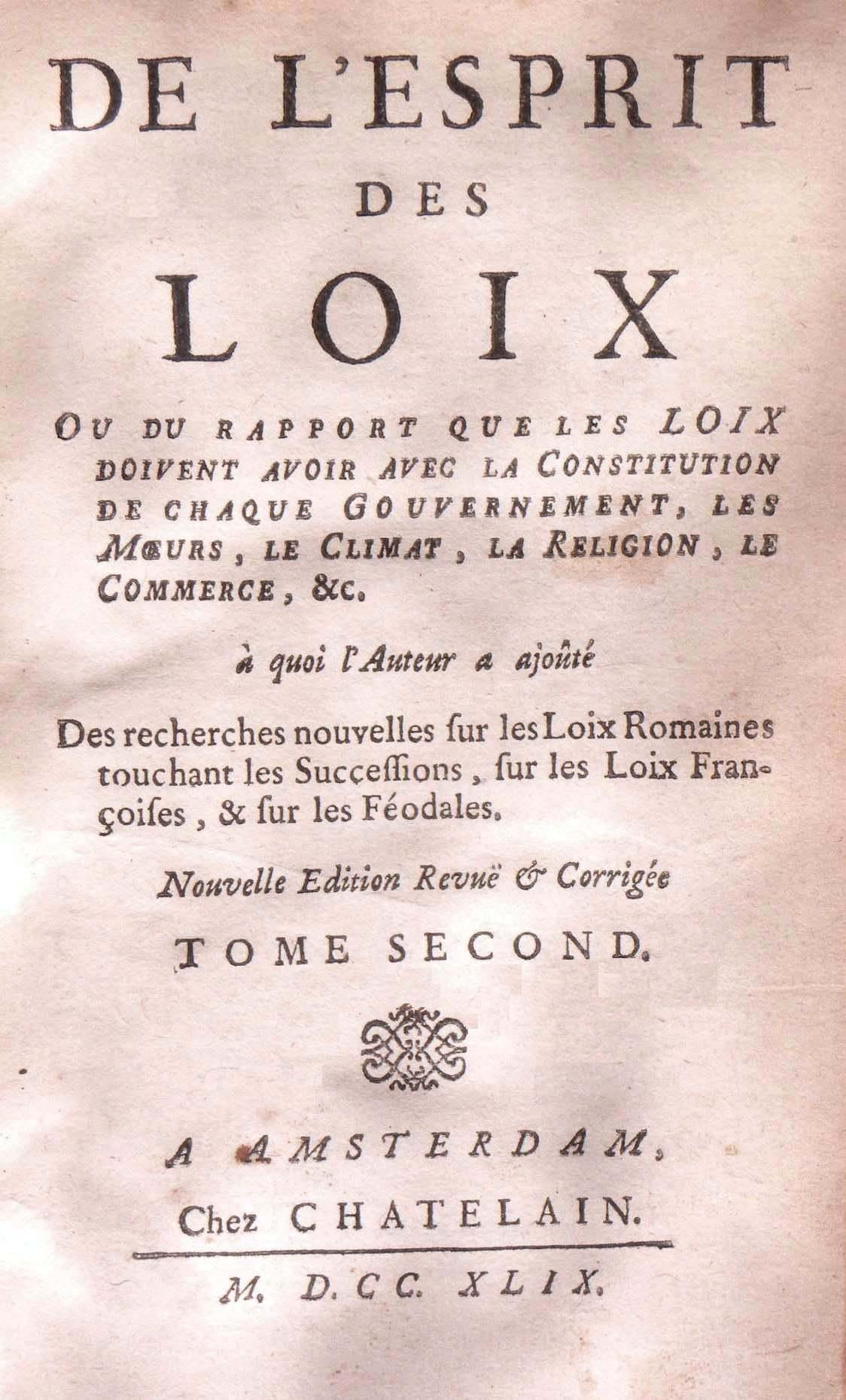
Tome II, édition de 1749 chez Châtelain.

Dans cette œuvre capitale, qui rencontra un énorme succès, Montesquieu tente de dégager les principes fondamentaux et la logique des différentes institutions politiques par l'étude des lois considérées comme simples rapports entre les réalités sociales. Cependant après sa mort, ses idées furent souvent radicalisées et les principes de son gouvernement monarchique furent interprétés de façon détournée. Ce n'est qu'au moment de la Révolution française que les révolutionnaires monarchiens tenteront vainement de les faire adopter par l'Assemblée constituante pour contrer l'abbé Sieyès, partisan de la rupture avec tout héritage et tout modèle.
Son œuvre, qui inspira les auteurs de la constitution de 1791, mais également des constitutions suivantes, est à l'origine du principe de distinction des pouvoirs législatif, exécutif et judiciaire, base de toute république.
Il est aussi considéré comme l'un des pères de la sociologie, notamment par Raymond Aron.
Cependant, malgré l'immensité de son apport à la théorie moderne de la démocratie parlementaire et du libéralisme, il est nécessaire de replacer un certain nombre de ses idées dans le contexte de son œuvre, De l'esprit des lois :
1. Il n'a pas eu de réflexion réellement poussée sur le rôle central du pouvoir judiciaire ;
2. Il n'a jamais parlé d'une doctrine des droits de l'homme ;
3. La réflexion sur la liberté a moins d'importance à ses yeux que celle sur les règles formelles qui lui permettent de s'exercer.

### La distribution des pouvoirs
Selon Pierre Manent, il n'y a principalement chez Montesquieu que deux pouvoirs : l'exécutif et le législatif, qu'un jeu institutionnel doit mutuellement restreindre. Le principal danger pour la liberté viendrait du législatif, plus susceptible d'accroître son pouvoir. Les deux pouvoirs sont soutenus par deux partis qui, ne pouvant ainsi mécaniquement pas prendre l'avantage l'un sur l'autre, s'équilibrent mutuellement. Il s'agit selon Manent de « séparer la volonté de ce qu'elle veut » et ainsi, c'est le compromis qui gouverne, rendant les citoyens d'autant plus libres.

### Les trois formes de gouvernements
Cette section ne s'appuie pas, ou pas assez, sur des sources secondaires ou tertiaires indépendantes du sujet. Le texte peut contenir des analyses inexactes ou inédites de sources primaires.
Pour l'améliorer, ajoutez-en, ou placez des modèles {{Source secondaire souhaitée}} ou {{Source secondaire nécessaire}} sur les passages mal sourcés. (juin 2025)
Montesquieu propose dans De l'Esprit des Lois une typologie originale des formes de gouvernement.
La typologie traditionnelle, exposée dans le troisième livre des Politiques d'Aristote, consiste à distinguer trois formes de gouvernements justes : la monarchie, l'aristocratie et la politie, et trois formes corrompues : la tyrannie, l'oligarchie et la démocratie corrompue.
Montesquieu distingue trois formes de gouvernement : la monarchie, la république et le despotisme. La république se subdivise en république démocratique et république aristocratique. L'une des originalités de cette typologie tient à ce que le seul type de gouvernement corrompu est le despotisme[réf. nécessaire].
Chacun de ces trois types est défini et fondé sur ce que Montesquieu appelle un « principe » ou « ressort », , c'est-à-dire une passion ou une force morale spécifique qui anime les citoyens dans un tel régime et soutient l’ordre politique. Ainsi, la monarchie est animée par l'honneur, la république est animée par la vertu, passion de l'égalité et amour de la patrie, et le despotisme repose sur la crainte. La typologie de Montesquieu est donc la suivante :
- la monarchie, « où un seul gouverne, mais par des lois fixes et établies »[sp 9], fondée sur l'ambition, le désir de distinction, la noblesse, la franchise et la politesse[sp 11] ; le principe en est l'honneur ;
- la république, « où le peuple en corps, ou seulement une partie du peuple, a la souveraine puissance »[sp 9], comprenant deux types :
  - la démocratie, régime libre où le peuple est souverain et sujet. Les représentants sont tirés au sort parmi les citoyens qui sont tous égaux. Elle repose sur le principe de vertu (dévouement, patriotisme, comportements moraux et austérité traditionaliste, liberté, amour des lois et de l'égalité)[sp 12]. Montesquieu voit ce système comme plus adapté aux communautés de petite taille ;
  - l'aristocratie, régime où un type de personnes est favorisé à travers les élections. Repose sur le principe de modération (fondée sur la vertu et non sur une « lâcheté ou paresse de l'âme »[sp 13]) pour éviter le glissement à la monarchie ou le despotisme. La vertu y est utile mais non nécessaire.
- et le despotisme, régime d'asservissement où « un seul, sans loi et sans règle, entraîne tout par sa volonté et par ses caprices »[sp 9] dirigé par un dictateur ne se soumettant pas aux lois, qui repose sur la crainte[sp 14].

La position de Montesquieu vis-à-vis de la monarchie est nuancée et ambivalente. Certains passages suggèrent que, pour lui, la monarchie permet plus de liberté que la république (dans la mesure où, dans une monarchie, il est permis de faire tout ce que les lois n'interdisent pas alors qu'en république la morale et le dévouement contraignent les individus[réf. nécessaire]).
Un régime avec un équilibre des pouvoirs est qualifié de gouvernements modéré. L'absence d’équilibre dans la répartition du pouvoir conduit nécessairement à un basculement vers la corruption ou le despotisme, pire forme de gouvernement. La république et la monarchie sont des gouvernements modérés.
Les régimes libres dépendent de fragiles arrangements institutionnels. Montesquieu affecte quatre chapitres De l'esprit des lois à la discussion du cas anglais, un régime libre contemporain dans lequel la liberté est assurée par la balance des pouvoirs. Montesquieu s'inquiétait que, en France, les pouvoirs intermédiaires comme la noblesse s'érodaient, alors qu'à ses yeux ils permettaient de modérer le pouvoir du prince[réf. nécessaire].
Montesquieu défend l'idée qu'une femme pouvait gouverner, mais soutient en revanche qu'elle ne pouvait être à la tête de la famille [réf. nécessaire]. Il accepte fermement le rôle d'une aristocratie héréditaire et de la primogéniture, qui permet de conserver les patrimoines[réf. nécessaire].

### Montesquieu et Hobbes
Au livre XIII du Léviathan, Hobbes décrit l’état de nature comme un état de guerre de chacun contre chacun, où la vie de l’homme est « solitaire, pauvre, méchante, brutale et courte » (solitary, poor, nasty, brutish, and short). Montesquieu s'oppose radicalement à l'état de nature tel qu'il est dépeint par Hobbes dans le Leviathan en affirmant qu'un être humain dans cet état serait craintif :
« Un homme pareil [dans l’état de nature] ne sentirait d’abord que sa faiblesse ; sa timidité serait extrême (...) l’on a trouvé dans les forêts des hommes sauvages ; tout les fait trembler, tout les fait fuir »
Montesquieu semble toutefois s'accorder en partie avec Hobbes sur le fait qu’un Homme dans l’état de nature « songerait à la conservation de son être ».

Montesquieu s'oppose également à Hobbes et plus largement à toute forme d'absolutisme en s'opposant à l'idée selon laquelle il faut instituer un souverain qui détient tous les pouvoirs. Il pointe les dangers telle concentration des pouvoirs, notamment le risque d'abus conduisant au despotisme :
« C’est une expérience éternelle que tout homme qui a du pouvoir est porté à en abuser ; il va jusqu’à ce qu’il trouve des limites »
Il convient dès lors d'organiser les institutions, notamment en instaurant une séparation des pouvoirs : « pour qu'on ne puisse abuser du pouvoir, il faut que, par la disposition des choses, le pouvoir arrête le pouvoir ».

### Principe et rapport de convenance
Si l’idée d’une justice conçue comme rapport de « convenance » affleure dès les premiers écrits de Montesquieu, c’est dans L’Esprit des lois qu’elle fait l’objet d’une véritable élaboration philosophique.
Ainsi, dans l'Esprit des Lois, lors de la présentation de l’étude des lois positives, la notion de convenance explicite la problématique du « gouvernement le plus conforme à la nature » et engage à l’examen de l’esprit des lois entendu comme ensemble des rapports. Dans ce cadre, la convenance désigne l'adéquation entre un ensemble de lois et les caractéristiques propres d'une population donnée. Pour qu’un système juridique soit efficace et juste, il doit correspondre aux spécificités du peuple qu’il régit. Montesquieu rejette l’idée d’une législation universelle et affirme que la bonne législation est toujours relative : elle doit être adaptée aux conditions géographiques, culturelles, économiques et sociales de chaque nation.
Mais la notion de rapport et le principe de convenance n'entraîne pas une équivalence de toutes les lois ni de tous les régimes. La convenance particulière à chaque société n’annule pas l’existence de critères universels que toute législation devrait satisfaire. En effet, bien que les lois doivent être adaptées localement, cette adaptation a une limite : certaines pratiques, comme la torture, sont si contraires à notre humanité fondamentale qu'elles sont inacceptables.
Toutefois, s'il y a des exigences communes à l’humanité, elles ne suffisent pas à elles seules de déterminer la forme légitime du gouvernement (monarchie, aristocratie ou démocratie).
Au livre XXIV de l'Esprit des Lois, Montesquieu évalue l'importance des dogmes religieux pour autant qu'ils commandent des pratiques et il évalue celles-ci au regard de la nature locale des choses.

Là où Montesquieu cherche un rapport de convenance comme fondement de la justice pour assurer l'ordre social, Sade dénonce un "sophisme" : 

« Est-il au monde un sophisme plus grand que celui-là ? Jamais la justice ne fut un rapport de convenances existant réellement entre deux choses. »

### Influences sur Catherine II
Montesquieu influença particulièrement Catherine II de Russie qui prétend avoir puisé abondamment dans De l'esprit des lois pour rédiger le Nakaz, un ensemble de principes. Elle avoua à d'Alembert qui le rapporta : « pour l'utilité de mon empire, j'ai pillé le livre de Montesquieu sans le nommer. J'espère que si, de l'autre monde, il me voit travailler, il me pardonnera ce plagiat, pour le bien de vingt millions d'hommes. Il aimait trop l'humanité pour s'en formaliser. Son livre est mon bréviaire ». L'impératrice reprit de lui le principe de la séparation des pouvoirs législatif, exécutif et judiciaire et condamna le servage à défaut de l'abolir, mais au cours de son règne, les conditions faites aux serfs furent plutôt aggravées.

### La théorie des climats
(août 2016).
Une des idées de Montesquieu, soulignée dans De l'esprit des lois et esquissée dans les Lettres persanes, est la théorie des climats, selon laquelle le climat pourrait influencer substantiellement la nature de l'homme et de sa société. Il va jusqu'à affirmer que certains climats sont supérieurs à d'autres, le climat tempéré de France étant l'idéal. Il soutient que les peuples vivant dans les pays chauds ont tendance à s'énerver alors que ceux dans les pays du nord sont rigides. Montesquieu fut là influencé par La Germanie de Tacite, un de ses auteurs favoris. Si cette idée peut sembler aujourd'hui relativement absurde, elle témoigne néanmoins d'un relativisme inédit à l'époque en matière de philosophie politique. Elle inaugure dans ce domaine une nouvelle approche du fait politique, plus scientifique que dogmatique, et s'inscrit ainsi comme point de départ des sciences sociales modernes.
De l'esprit des lois (1748)

« Les peuples des pays chauds sont timides comme les vieillards le sont ; ceux des pays froids sont courageux comme le sont les jeunes gens. […] nous sentons bien que les peuples du nord, transportés dans les pays du midi, n'y ont pas fait d'aussi belles actions que leurs compatriotes qui, combattant dans leur propre climat, y jouissent de tout leur courage. […] Vous trouverez dans les climats du nord des peuples qui ont peu de vices, assez de vertus, beaucoup de sincérité et de franchise. Approchez des pays du midi vous croirez vous éloigner de la morale même ; des passions plus vives multiplient les crimes […] La chaleur du climat peut être si excessive que le corps y sera absolument sans force. Pour lors l'abattement passera à l'esprit même : aucune curiosité, aucune noble entreprise, aucun sentiment généreux ; les inclinations y seront toutes passives ; la paresse y sera le bonheur. »

« La plupart des peuples des côtes de l'Afrique sont sauvages ou barbares. Je crois que cela vient beaucoup de ce que des pays presque inhabitables séparent de petits pays qui peuvent être habités. Ils sont sans industrie ; ils n'ont point d'arts ; ils ont en abondance des métaux précieux qu'ils tiennent immédiatement des mains de la nature. Tous les peuples policés sont donc en état de négocier avec eux avec avantage ; ils peuvent leur faire estimer beaucoup des choses de nulle valeur, et en recevoir un très grand prix. »

## L'esclavage dansL'Esprit des lois
« L'histoire des idées, comme l'écrit Céline Spector, a retenu en Montesquieu la figure de l'un des premiers philosophes anti-esclavagistes » sinon le premier. Certains même de soutenir que Montesquieu aurait « puissamment contribué à modifier les idées morales des générations postérieures ». Ainsi, L'Esprit des lois aurait « inauguré cette évolution de l'opinion publique qui, cent ans plus tard, amènera l'abolition de l'esclavage dans toutes les possessions de la France ». Mais pour Jean Ehrard, la « position de Montesquieu », loin de présenter ce saut qualitatif, manifesterait, tout au contraire, une évidente « timidité » : ses « conclusions pratiques » n'iraient pas au-delà d'une « condamnation de principe ». Et cette position de principe qui serait, tout au plus, conforme à « l'air du temps », a été vivement réprouvée par nombre de ses contemporains, à l'exemple de Mirabeau, le révolutionnaire, membre avec Condorcet de la Société des amis des Noirs pour une abolition immédiate de la traite qui condamne Montesquieu : ce « coryphée des Aristocrates » n'aurait jamais employé son « esprit » que « pour justifier ce qui est ». Grouvelle partageait cet avis. Helvétius aussi :

« Vous composez avec le préjugé comme un jeune homme entrant dans le monde en use avec les vieilles femmes qui ont encore des prétentions et auprès desquelles il ne veut qu'être poli et paraître bien élevé. Mais aussi ne les flattez-vous pas trop ? […] Quant aux aristocrates et à nos despotes de tout genre, s'ils vous entendent, ils ne doivent pas trop vous en vouloir ; c’est le reproche que j'ai toujours fait à vos principes. »

En somme, Montesquieu, « robin » de « bonne noblesse bourgeoise », ne ferait, pour Alphonse Dupront, que défendre les intérêts du groupe social auquel il appartient : cette « philosophie française de la science des sociétés humaines » ne serait que le résultat d'une « longue patience bourgeoise » pour asseoir sa souveraineté par une « mise en ordre du divers », c'est-à-dire une recomposition du monde afin de contenir voire étouffer les « fécondités diverses de la singularité ».
De ce point de vue, le parallèle avec la théorie du « premier grand doctrinaire du racisme », le comte de Gobineau, est des plus éloquents. Comme le remarquait Michel Leiris, les « racines économiques et sociales du préjugé de race apparaissent très clairement » chez Gobineau : appartenant à la noblesse, il s'agissait, pour lui, « de défendre l'aristocratie européenne menacée dans ses intérêts de caste par le flot montant des démocrates, et c'est pourquoi il fit des aristocrates les représentants d'une race prétendue supérieure, qu'il qualifia d'aryenne et à laquelle il assigna une mission civilisatrice ».
Dans L’Esprit des lois (Livre XV, ch. 18), Montesquieu affirme qu’un affranchissement massif et soudain des esclaves menacerait l’ordre politique. Il craint qu’une importante population d’anciens esclaves, libérés sans disposer ni de biens ni de formation ni de ressources, constitue une classe déstabilisatrice. Pour éviter cela, Montesquieu préconise de réglementer strictement les affranchissements : les lois civiles doivent fixer les devoirs des affranchis envers leurs « patrons », afin que les nouveaux hommes libres obtiennent simultanément un métier ou des moyens d’existence : 

« Lorsqu'il y a beaucoup d'affranchis, il faut que les lois civiles fixent ce qu'ils doivent à leur patron, ou que le contrat d'affranchissement fixe ces devoirs pour elles. On sent que leur condition doit être plus favorisée dans l'État civil que dans l'État politique, parce que, dans le gouvernement même populaire, la puissance ne doit point tomber entre les mains du bas peuple. »

Cet argument politique qui limite les droits des affranchis en leur imposant des devoirs à l'égard de leur « patron » n'est donc qu'une manière de reconnaître et d'affirmer une autorité qui légitime une violence de fait et une exploitation. Montesquieu écrit en effet, qu’il peut être « conforme à la raison » qu’un homme libre choisisse « pour son utilité » de se lier à un maître, conférant ainsi à ce système « une origine juste » (L'Esprit des lois, XV, 6).
Condorcet dénonce ce « sophisme », pour conclure :

« Un homme a-t-il renoncé à ses droits, sans doute alors il devient esclave ; mais aussi son engagement devient nul par lui-même, comme l'effet d'une folie habituelle ou d'une aliénation d'esprit, causée par la passion ou l'excès du besoin. Ainsi tout homme qui, dans ses conventions, a conservé les droits naturels que nous venons d'exposer, n'est pas esclave, et celui qui y a renoncé, ayant fait un engagement nul, il est aussi en droit de réclamer sa liberté que l'esclave fait par la violence. Il peut rester le débiteur, mais seulement le débiteur libre de son maître. Il n'y a donc aucun cas où l'esclavage même volontaire dans son origine puisse n'être pas contraire au droit naturel. »

Enfin, la servitude, selon Montesquieu, peut s'avérer « nécessaire » pour la prospérité des territoires conquis. C'est sur cet argument économique que Michèle Duchet insiste : si Montesquieu en est resté au « principe » c'est parce que « l'intérêt des colonies exigeait le maintien de l'esclavage » afin de « fournir des hommes pour le travail des mines et des terres » de « nos colonies » si « admirables ». Cette légitimation du « crime », comme l'a écrit Condorcet, pour des intérêts économiques, que l'on peut relever dans de nombreux dictionnaires de l'époque, a été reprise, sous l'autorité de Montesquieu, au sein même d'assemblées coloniales, pour maintenir cette institution oppressive, et vivement dénoncée, notamment par le Chevalier Louis de Jaucourt dans son article sur la "Traite des Nègres", publié dans l'Encyclopédie :

« On dira peut-être qu'elles seraient bientôt ruinées, ces colonies, si l'on y abolissait l'esclavage des nègres. Mais quand cela serait, faut-il conclure de là que le genre humain doit être horriblement lésé, pour nous enrichir ou fournir à notre luxe ? Il est vrai que les bourses des voleurs des grands chemins seraient vides, si le vol était absolument supprimé : mais les hommes ont-ils le droit de s'enrichir par des voies cruelles et criminelles ? Quel droit a un brigand de dévaliser les passants ?
À qui est-il permis de devenir opulent, en rendant malheureux ses semblables ? Peut-il être légitime de dépouiller l'espèce humaine de ses droits les plus sacrés, uniquement pour satisfaire son avarice, sa vanité, ou ses passions particulières ? Non… Que les colonies européennes soient donc plutôt détruites, que de faire tant de malheureux ! »

Et Condorcet, lui aussi, a condamné fermement la nécessité et la légitimité de cette « violence » et de cet « avilissement » de l'homme exercés, bien au-delà de « la lutte pour l'existence », par une « minorité » privilégiée pour satisfaire un « nouveau monde de besoins » :

« On prétend qu'il est impossible de cultiver les colonies sans Nègres esclaves. Nous admettrons ici cette allégation, nous supposerons cette impossibilité absolue. Il est clair qu'elle ne peut rendre l'esclavage légitime. En effet, si la nécessité absolue de conserver notre existence peut nous autoriser à blesser le droit d'un autre homme, la violence cesse d'être légitime à l'instant où cette nécessité absolue vient à cesser : or il n'est pas question ici de ce genre de nécessité, mais seulement de la perte de la fortune des colons. Ainsi demander si cet intérêt rend l'esclavage légitime, c'est demander s'il m'est permis de conserver ma fortune par un crime. »

C'est cette justification économique de la servitude qui a fait dire à Diderot que Montesquieu n'avait « pu se résoudre à traiter sérieusement la question de l'esclavage » :

« En effet, c'est dégrader la raison que de l'employer, on ne dira pas à défendre, mais à combattre même un abus si contraire à la raison. Quiconque justifie un si odieux système, mérite du philosophe un silence plein de mépris, & du nègre un coup de poignard. »

Pour comprendre, comme l'écrit Diderot, par quelle « extravagance » Montesquieu parvient à « transformer en un acte d'humanité une si étrange barbarie », il importe de rendre compte de sa progression théorique.
L'institution de l'esclavage est centrale dans l'œuvre majeure de Montesquieu, De l'esprit des lois, puisque quatre Livres lui sont consacrés : les Livres XIV, XV, XVI et XVII examinent, respectivement, les rapports des lois en général, des lois de l'esclavage civil, des lois de l'esclavage domestique et de la servitude politique avec les différents climats. Dans son Éloge de Montesquieu, Marat, grand admirateur de Montesquieu, l'énonce simplement : « La servitude civile ou domestique ne dépend pas moins du climat que la servitude politique ».
Au Livre XV de L'Esprit des lois, Montesquieu réfute d'abord les fausses justifications (ou justifications traditionnelles) du droit d'asservir (XV, 2-5) : servitude contractuelle, droit de conquête, conversion religieuse et coutume. Dans la suite, il n'en détaille pas moins les « raisons naturelles » ou véritables qui fonderaient la servitude (XV, 6-7), avant d'énoncer la nécessité de la limiter (XV, 8-9) et de proposer d'en réguler juridiquement les abus et les dangers (XV, 10-19). Mais jamais il ne condamne l'esclavage universellement et ne propose de l'abolir définitivement. Plusieurs chapitres du Livre XV sont même consacrés aux justifications possibles de la traite (chap. 3 à 5, 9).
C'est avec une « amère ironie » que l'on peut remarquer qu'au Livre XIV, pour fonder sa thèse naturaliste de l'esclavage, Montesquieu a recours au « soleil de la science ». Le « savoir physiologique » qu'il mobilise, inspiré des théories fibrillaire et climatique, doit lui permettre d'établir, dans une perspective qui se veut scientifique, une mise en rapport des passions et des caractères humains avec le climat afin de présenter « combien les hommes sont différents ». C'est à partir de l'examen « au microscope, instrument emblématique de la révolution scientifique des modernes », des « modifications d'une langue de mouton soumise » à des variations de température, que Montesquieu entend « mettre en évidence les variations de la sensibilité selon la température de l'air » :

« J'ai observé le tissu extérieur d’une langue de mouton, dans l'endroit où elle paraît, à la simple vue, couverte de mamelons. J’ai vu avec un microscope, sur ces mamelons, de petits poils ou une espèce de duvet ; entre les mamelons étaient des pyramides, qui formaient par le bout comme de petits pinceaux. Il y a grande apparence que ces pyramides sont le principal organe du goût.
J’ai fait geler la moitié de cette langue, et j'ai trouvé, à la simple vue, les mamelons considérablement diminués ; quelques rangs même de mamelons s'étaient enfoncés dans leur gaine. J’en ai examiné le tissu avec le microscope, je n'ai plus vu de pyramides. À mesure que la langue s'est dégelée, les mamelons, à la simple vue, ont paru se relever ; et, au microscope, les petites houppes ont commencé à reparaître. »

Cette « assise expérimentale », bien fragile pour un savant moderne, lui donne, par extension, une image explicative qui l'autorise à examiner, parmi les « facteurs physiques qui déterminent les organisations » humaines (religieuses, juridiques et politiques), l'influence souveraine exercée par le climat (froid, tempéré et chaud). Marat résume ainsi la thèse naturaliste de Montesquieu : le climat modifierait « le degré de la servitude ou de la liberté des différens peuples de la terre. » Ainsi, dans la « chaleur du climat », « la plupart des châtiments » seraient « moins difficiles à soutenir » et « la servitude moins insupportable que la force d’esprit qui est nécessaire pour se conduire soi-même. » La chaleur énerverait le corps et rendrait les hommes inaptes à tout travail sans crainte du châtiment. L'esclavage, dans les pays au climat ardent, « choque donc moins la raison » (XV, 7). De même, la lâcheté supposée des méridionaux favoriserait la servitude politique et leur sensibilité extrême à la volupté engendrerait la servitude domestique associée à la polygamie ; leur paresse justifierait la servitude civile. Le naturel actif ou passif des hommes donnerait lieu à un caractère libre ou servile (XIV, 2). S'il existe, pour Montesquieu, des esclaves « par nature », c'est donc dans un sens très différent de celui d'Aristote : l'esclave par nature n'est pas l'homme robuste propre aux travaux d'exécution, inapte à la délibération et impropre au commandement, c'est l'homme incapable de travailler, en raison de sa paresse, sans crainte du châtiment. Apparaît ici la raison d'une tolérance à l'égard de l'institution de l'esclavage qui avait pourtant fait l'objet, au début du livre XV, d'une condamnation de principe.
Ainsi, en soumettant l'homme à « l'empire du climat », Montesquieu admet un déterminisme ou une « fatalité aveugle » dont l'origine, toute extérieure à l'homme lui-même, se trouve dans la nature : « Les raisons humaines sont toujours subordonnées à cette cause suprême, qui fait tout ce qu’elle veut, et se sert de tout ce qu'elle veut. »
Mais il y a plus. Comme le relève Céline Spector, au livre XXI, Montesquieu « détourne un argument providentialiste » pour soutenir que, par une sorte de « mécanisme régulateur » des ressources naturelles et humaines, le sort des hommes sur la terre s'équilibrerait naturellement : si au Sud les besoins sont moindres, les commodités sont nombreuses ; inversement, si au Nord les besoins sont nombreux, les ressources sont moindres ; « l'équilibre, selon Montesquieu, se maintient par la paresse [que la nature] a donnée aux nations du midi, et par l'industrie et l'activité qu’elle a données à celles du nord » (XXI, 3). Le « besoin de liberté » serait donc proportionnel au besoin des richesses et les peuples du midi seraient « dans un état violent » s'ils n'étaient pas esclaves. La « servitude coloniale » est, de fait, naturalisée et légitimée, « sans autre forme de procès ».
Si Montesquieu récuse le naturalisme d'Aristote (XV, 7) pour lui substituer une autre causalité elle-même naturaliste, on n'en retrouve pas moins chez l'un comme chez l'autre, comme l'écrit Bruno Guigue, la « même structure » qui organise la « répartition spatiale » entre « liberté » et « servitude », la « même dissymétrie » dans les « régimes politiques », le « même dualisme qui exclut l'oppression chez nous et la justifie chez les autres » et le « même principe inégalitaire » pour justifier une « géopolitique de l'esclavage ». Chez Montesquieu, cette « entreprise de rationalisation » aboutit même à l'esquisse d'un « véritable code de conduite esclavagiste ».
La position de Montesquieu face à l'esclavage est des plus ambiguës. Cette « articulation des valeurs et des normes » à des « considérations climatiques » ou providentielles soulève de nombreux problèmes d'interprétation. Qui plus est, alors qu'il rejette certaines justifications de la servitude, il n'en admet pas moins une forme de naturalité de l'esclavage, le légitime à maintes reprises, même dans sa pratique la plus brutale, en invoquant la nécessité de la traite dans les colonies, sans jamais rien dire de sa « cruauté ». Toute l'ambiguïté se cristallise dans les références à la « nature » qu'il emploie dans L'Esprit des lois. Comme le précise Jean Starobinski, tout au long de L'Esprit des lois, la « notion de nature » est « double », opposée, contradictoire voire paradoxale : l'esclavage est à la fois présenté comme « une coutume contre-nature » et justifié par des « raisons naturelles ». Si Montesquieu met en évidence un rapport entre l'homme dans son milieu et l'ordre intérieur de l'homme, jamais il ne le théorise.
Dès lors, ces justifications naturelles, providentielles, économiques ou politiques qui contreviennent à l'universalité du droit naturel ne laissent d'interroger : quelle valeur reconnaître à l'ironie du célèbre chapitre V du Livre XV, "De l'esclavage des nègres", alors même que l'esclavage, dans L'Esprit des lois, est reconnu comme un fait de nature et légitimé dans sa forme la plus cruelle ? « Mais pourquoi, comme l'écrit Brunetière, nous indignerons-nous contre l'esclavage […], si les phénomènes historiques et sociaux sont conditionnés eux-mêmes par d'autres phénomènes, sur lesquels nous ne pouvons rien de plus que sur la révolution de la terre autour de son axe ou sur le refroidissement du soleil ? »

### À propos de l'ironie du chapitre V du Livre XV
L'exercice scolaire du commentaire littéraire, quelle qu'en soit la vertu, ne retient, le plus souvent, que le seul chapitre V du Livre XV de L'Esprit des lois, pour illustrer la position de Montesquieu sur « l'esclavage des Nègres ». Or, compte tenu du fait que « ce texte éminemment classique, voire canonique, est proposé aux élèves des classes secondaires », il demande « une attention particulière », une « rigueur » dans l'explication et l'exploitation.
L'analyse centrée sur ce seul chapitre, isolé des Livres consacrés à l'esclavage dans L'Esprit de lois, à l'exemple de celle proposée par René Pommier, présente deux défauts majeurs : ce texte est donné comme le « dernier mot de Montesquieu » sur cette institution alors qu'il s'agit d'un « rejet des prétendues origines du droit d'esclavage » et l'argumentation générale de L'Esprit des lois est expurgée de la « véritable origine » du droit de l'esclavage qui, selon Montesquieu, serait fondée « sur la nature des choses » (XV, chap. VI et VII) qui justifie les pires abus. Thèse naturaliste que même les plus fervents admirateurs de Montesquieu en son temps, comme Marat, n'avaient pas manqué de relever :
« Le climat modifie aussi le degré de la servitude ou de la liberté des différens peuples de la terre. La diverse température de l'air ayant une si prodigieuse influence sur la force du corps et la hardiesse de l'esprit, il est simple que la lâcheté des peuples du Midi les ait presque tous rendus esclaves ; tandis que le courage des peuples du Nord les a presque tous maintenus libres. »

De plus, les modalités de l'utilisation de l'ironie par Montesquieu sont délicates à décrire. Certains ont relevé que l'usage du conditionnel, dès l'ouverture du chapitre V du livre XV, définit une tonalité globale hypothétique : 
« Si j'avais à soutenir le droit que nous avons eu de rendre les nègres esclaves, voici ce que je dirais : [...]. »
De plus, l'emploi du conditionnel est réitéré plusieurs fois dans ce même chapitre et les raisonnements qu'il développe semblent « absurdes »,,. Bien que le caractère ironique du chapitre V fait aujourd'hui l'objet d'un consensus dans la recherche universitaire, des débats subsistent sur la portée exacte de l'ironie de Montesquieu, sur l'efficacité de sa stratégie argumentative et sur certaines ambiguïtés au regard d'autres passages de son œuvre. Ainsi, J.-P. Courtois fait remarquer que « toutes les descriptions de l'ironie que ce célèbre chapitre a occasionnées divergent dans la façon dont elles décrivent le renversement ironique ».
Condorcet, dans une note insérée au bas de la page 41 de ses Réflexions sur l'esclavage des nègres, donne une effroyable illustration de cette difficulté du renversement de l'ironie et de ses conséquences qui peuvent être tragiques :
« Il y a quelque temps que les habitants de la Jamaïque s'assemblèrent pour prononcer sur le sort des mulâtres, & pour savoir si, attendu qu'il était prouvé physiquement que leur père était Anglais, il n'était pas à propos de les mettre en jouissance de la liberté & des droits qui doivent appartenir à tout Anglais. L'assemblée penchait vers ce parti, lorsqu'un zélé défenseur des privilèges de la chair blanche s'avisa d'avancer que les Nègres n'étaient pas des êtres de notre espèce, & de le prouver par l'autorité de Montesquieu ; alors il lut une traduction du chapitre de L'Esprit des lois sur l'esclavage des Nègres. L'assemblée ne manqua pas de prendre cette ironie sanglante contre ceux qui tolèrent cet exécrable usage, ou qui en profitent pour le véritable avis de l'auteur de L'Esprit des lois ; & les mulâtres de la Jamaïque restèrent dans l'oppression. »
Cette anecdote, telle que Condorcet la rapporte, montre que l' « ironie sanglante » de ce texte a été, pour le moins, inefficace à lutter contre l' « oppression ». Ce qui peut expliquer pourquoi Condorcet ne donne jamais Montesquieu pour digne « déclamateur » contre l'esclavage, comme il le fait, dans la suite de cette anecdote, pour Le Gentil et, un peu loin, pour Bernardin de Saint-Pierre.
Qui plus est, tous les arguments de ce chapitre ne relèvent pas d'un retournement contraire et, pour ceux que l'on peut retourner, comme « les indices de l'ironie sont souvent incertains » personne ne les renverse de la même manière. Comment et pourquoi retourner, par exemple, l'argument économique sur le coût des biens d'importation en provenance des colonies d'autant que, selon Montesquieu, la « navigation d'Afrique » est « nécessaire » pour fournir « des hommes pour le travail des mines et des terres de l'Amérique » ? Le voici :
« Si j’avais à soutenir le droit que nous avons eu de rendre les nègres esclaves, voici ce que je dirais :… Le sucre seroit trop cher, si l'on ne faisoit travailler la plante qui le produit par des esclaves. »
Selon René Pommier, Montesquieu « renverse l'ordre des choses » : « normalement », écrit-il, le prix du sucre « devrait varier en fonction » du coût du « travail humain ». René Pommier aurait raison si la norme, universellement admise et de tout temps, était, comme l'écrit Helvétius, celle d'une « humanité » qui commande, d'abord et avant tout, à « l'amour de tous les hommes » et non « l'espoir du gain attaché à celui de la récolte ». Or, dans la logique du « grand commerce », dont la « consommation d'hommes » est « si grande », plutôt que d'élever le prix du sucre, c'est le coût du travail humain qui est abaissé et l'esclavage donné comme la conséquence inéluctable du bon marché.
Même si cet argument peut bien paraître des plus cyniques, il n'en est pas moins « le plus fort » de ce texte, comme l'a écrit René Pommier lui-même, parce qu'il a le mérite de mettre à nu les racines économiques de l'esclavage. En effet, pour bien des exploitants, planteurs et commerçants, « l'existence des colonies » et « la prospérité du commerce » dépendaient effectivement « du maintien de la servitude ». Raisons pour lesquelles certains dictionnaires de commerce n'en disent pas plus pour justifier l'esclavage des « Nègres », sous l'autorité de Montesquieu et sans la moindre ironie :
« Il est difficile de justifier tout à fait le commerce des Nègres ; mais on en a un besoin indispensable pour les cultures des sucres, des tabacs, des indigo, &c. Le sucre, dit Mr. de Montesquieu, seroit trop cher si l'on ne faisoit travailler la plante qui le produit par des esclaves.
 »

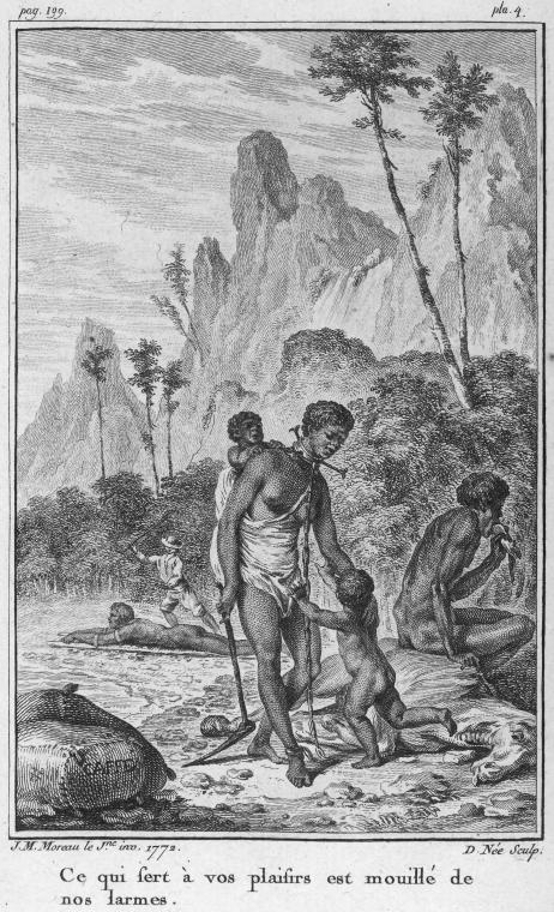
"Ce qui sert à vos plaisirs est mouillé de nos larmes", illustration de Jean-Michel Moreau extraite du Voyage à l'Isle de France de Bernardin de Saint-Pierre, 1773.

Isolément, cet argument économique a une « rationalité pleine et entière ». Cependant, Catherine Volpilhac-Auger soutient qu'une explication par l'ironie est possible en dépit de l'« allure rationnelle » de cet argument économique. Elle s'appuie sur l'étude des manuscrits originaux révélant les « couches successives » de ce texte, jusqu'à sa version définitive. Voici la formulation initiale de l'argument :
« Le sucre seroit trop cher si on ne faisoit pas travailler la plante qui le produit par des esclaves et si on les traitoit avec quelque humanité. »
Le « processus » de réécriture montre que cet argument économique recèle, dans ses corrections, un élément qui peut servir à son analyse. En supprimant la dernière proposition, « …et si on les traitoit avec quelque humanité », Montesquieu a rendu une « plénitude rationnelle à l'argument » en lui « redonnant, précisément, une allure purement économique ». Cette version finale, plus concise, rend l'ironie plus « implicite » et « retorse », comme le souligne C. Volpilhac-Auger dans la conclusion de son article. Pour elle, dans la seconde version l'ironie tient à ce que le lecteur est contraint de dépasser la logique économique apparente pour prendre conscience de l'immoralité fondamentale du système esclavagiste qui se cache derrière le calcul économique.
Cependant, Montesquieu donne à cet argument une concision dont la force persuasive relève du stéréotype ou du « préjugé ». Ce que Montesquieu donne à lire, c'est un énoncé simpliste qui s'est figé, un savoir ou un imaginaire moyen, appartenant à une sorte de catalogue d'idées reçues ou admises, comme le sont tout autant les dictionnaires qui lui empruntent son argument et ceux auxquels Montesquieu a bien pu puiser lui-même, à l'exemple du Dictionnaire universel de commerce (1723) de Savary, antérieur à L'Esprit des lois (1748) :
« Il est difficile de justifier tout à fait le commerce des Nègres ; cependant il est vrai que ces misérables Esclaves trouvent ordinairement leur salut dans la perte de leur liberté, & la raison de l'instruction Chrétienne qu'on leur donne jointe au besoin indispensable qu'on a d'eux les cultures des sucres, des tabacs, des indigos, &c. adoucissent ce qui paroît d'inhumain dans un négoce où des hommes sont les Marchands d'autres hommes, & les achètent de même que des bestiaux pour cultiver leurs terres. »
Lorsqu'on analyse, comme le propose J.-P. Courtois, le dispositif énonciatif créé par Montesquieu au regard de la progression argumentative, on peut remarquer que « chaque argument » à son propre « auditoire » et que cet « auditoire » passe de l'« universel » au particulier. De plus, à « cette particularisation progressive de l'auditoire » correspond une « progression inverse » de l'argumentation qui va, quant à elle, « du plus rationnel acceptable au moins rationnel accepté ». L'argument économique ayant la « rationalité » la plus « englobante » et l'auditoire le plus « universel ».
Aussi convient-il de remarquer, comme le fait J.-P. Courtois, que le chapitre V du livre XV de L'Esprit des lois, selon l'endroit précis où il se trouve et le dispositif à partir duquel Montesquieu énonce, propose une configuration propre : Montesquieu cède la parole à un esclavagiste au sein même d'une argumentation consacrée aux origines et aux justifications de l'esclavage. Construit à partir d'arguments déjà explicités et sur d'autres arguments qui le seront dans la suite, ce chapitre a une fonction de pivot ou charnière dans l'argumentation de Montesquieu. Dès lors, plusieurs questions se posent : pourquoi Montesquieu cède-t-il ici la parole à un esclavagiste de fiction qui fait entendre des arguments que Montesquieu vient, pour partie au moins, de réfuter ? Cette argumentation partiellement à contre-sens change-t-elle l'argumentation générale de L'Esprit des lois ? Enfin, on peut encore s'interroger sur l'efficacité d'un texte qui, « paradoxalement », permet ou autorise, par son simplisme ou son « style », sa récupération à des fins contraires, à savoir le maintien de l'institution de l'esclavage pour certaines raisons.

## Points de vue sur Montesquieu
Le philosophe marxiste Louis Althusser le décrit comme un « libertin » partagé entre l'idéalisation de la problématique des contre-pouvoirs féodaux et le désir de grandeur parlementaire.
D'autre part, Montesquieu appellerait à une alliance des privilégiés (bourgeoisie et aristocratie) contre les aspirations populaires.
La monarchie étant la formule préférée de Montesquieu[réf. nécessaire], à condition qu'elle ne s'abîme pas en monarchie absolue, il note la nécessité de « lois fixes et établies » et de pouvoirs intermédiaires entre le monarque et ses sujets, assurés surtout par la noblesse et les ecclésiastes (ce qui relève de la structure féodale classique).
Les travaux de Louis Desgraves et Pierre Gascar ont montré, que contrairement à Voltaire, il était un homme bien intégré à la société de son temps, et nullement en révolte contre son monde : aristocrate et bon catholique, héritier et bon gestionnaire de ses biens, académicien soucieux de sa réputation, habitué des « salons ». Sa pensée échappe au caractère radical et parfois dogmatique de la philosophie des Lumières. Ses incohérences et ses ambiguïtés sont les marques d'une œuvre dénuée d'esprit de système, qui tente de combiner la raison et le progrès avec les traditions et autres « irrationalités » que charrie l'histoire.

## Postérité

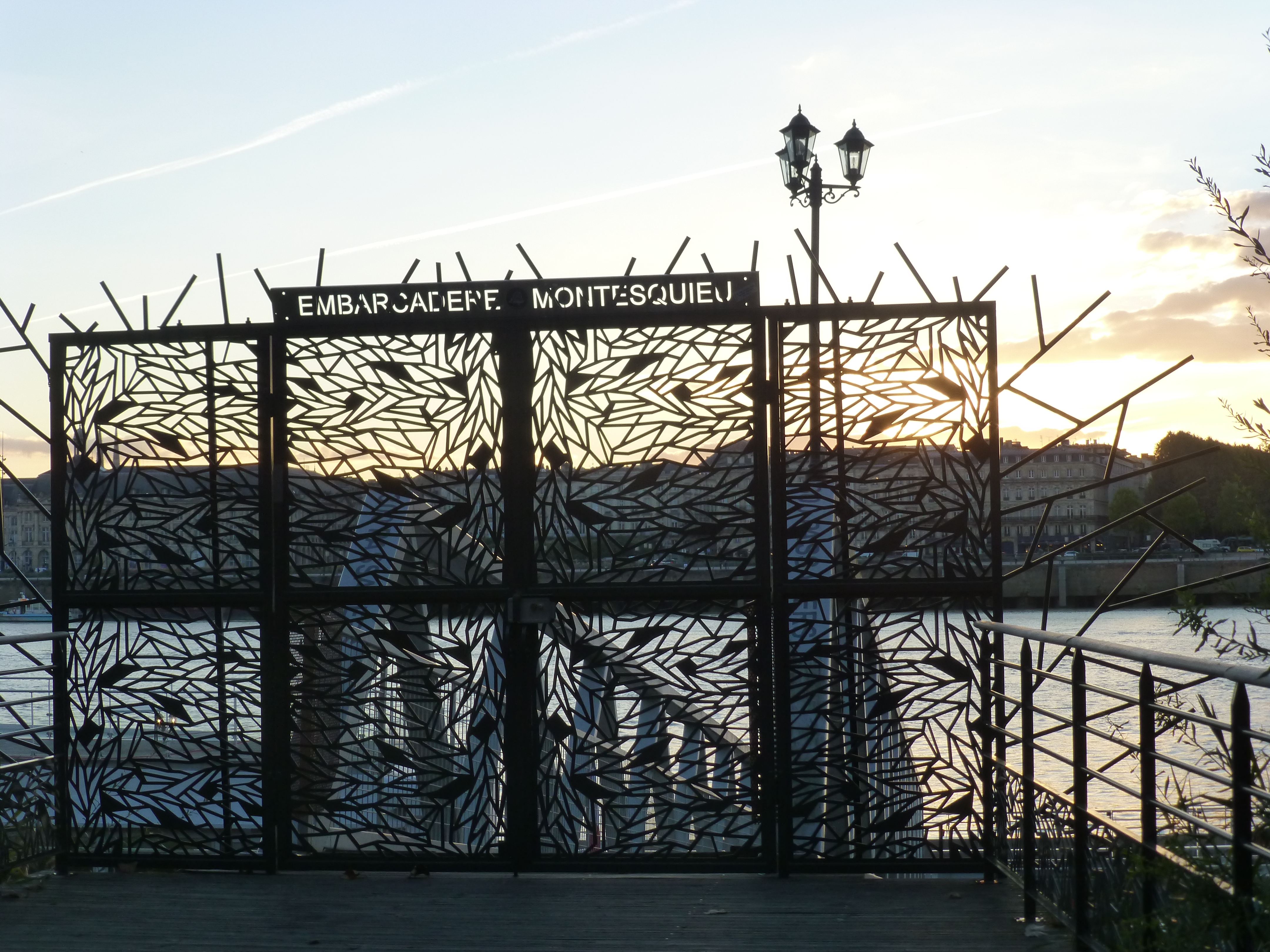
Embarcadère Montesquieu, rive droite de Bordeaux.

Pour de nombreux juristes, Montesquieu figure comme un des premiers comparatistes modernes du droit. Le droit comparé est ainsi une discipline redevable à Montesquieu. Les écrits de ce penseur ont également ouvert de nouveaux champs d'investigation dans divers domaines comme la philosophie ou la science politique.
Keynes considérait Montesquieu comme « le plus grand économiste français, celui qu'il est juste de comparer à Adam Smith ».
Joseph Pilhes a fait d'un acte de générosité de Montesquieu l'argument de sa pièce Le Bienfait anonyme en 1782. Le fils de Montesquieu, qui ignorait l'épisode, la découvrit lors d'une représentation de la pièce à la Comédie-Française en septembre 1784. Mais il ne s'agit que d'une légende, Montesquieu n'ayant jamais mis les pieds à Marseille, où est située cette anecdote qui n'est fondée sur aucun document[réf. nécessaire]. On doit également un Montesquieu à Marseille (1784) à Louis-Sébastien Mercier.
Le prix Montesquieu, décerné depuis 1989 par l'Association française des historiens des idées politiques, rend hommage au penseur éponyme en récompensant la meilleure thèse d'histoire des idées politiques en langue française.
Une rose du nom de 'Montesquieu' lui est dédiée en 1959 par le rosiériste espagnol Pedro Dot.

## Numismatique

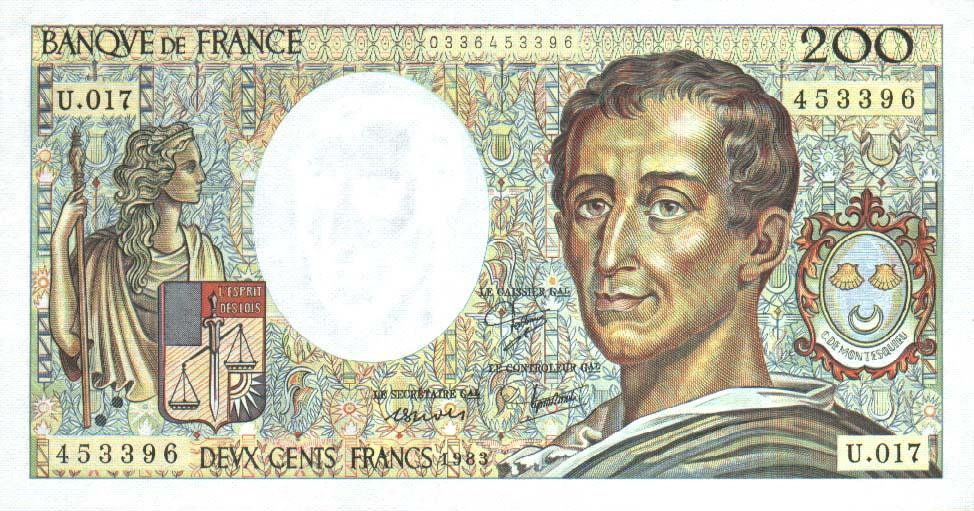
Billet de 200 francs Montesquieu (1981-1994).
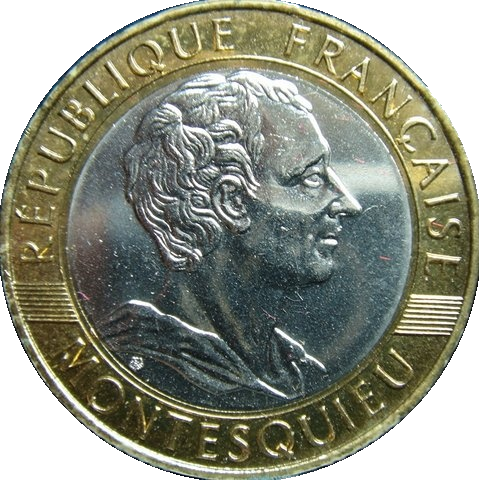
Pièce de 10 francs Montesquieu (1989).

## Œuvres de Montesquieu
- La Damnation éternelle des païens (1711)
- Éloge de la sincérité (1717)
- Lettres persanes (1721), roman épistolaire
- Le Temple de Gnide (1725), poème en prose
- Réflexions sur la monarchie universelle en Europe (1734)[sp 54]. L'unique exemplaire de cet ouvrage est conservé à la Bibliothèque municipale de Bordeaux (cote MS 2511)
- Considérations sur les causes de la grandeur des Romains et de leur décadence (1734)
- Histoire Véritable (manuscrit écrit entre 1730 et 1738)
- De l'esprit des lois (1re éd. 1748)
- Défense de l'Esprit des lois (1750)
- Essai sur le goût (1757)
- Mes pensées (recueil de réflexions personnelles, édition posthume)
- Spicilège (recueil de notes, anecdotes, etc., édition posthume)
- Voyages de Montesquieu (notes sur son voyage en Europe, d’avril 1728 à mai 1731), t. I[sp 55] ; t. II[sp 56] (édition posthume)
- Discours sur la cause de l'écho[sp 57],[sp 58]
- Discours sur l'usage des glandes rénales[sp 59]
- Discours sur la cause de la pesanteur des corps[sp 60]
- Mémoire sur le principe et la nature du mouvement (précédemment intitulé: Dissertation sur le mouvement relatif)
- Arsace et Isménie[sp 61] (écrit vers 1754, publication posthume en 1783)
- Correspondance. Un millier de lettres de Montesquieu fut recouvré. Un assez grand nombre fut perdu.

Armes de Montesquieu (dans le manteau de Président à mortier ; il hérita cette charge en 1716 à la mort de son oncle).

### Éditions
Plusieurs éditeurs ont compilé les écrits de Montesquieu, bien que certaines souffrent de lacunes.
- Éd. André Masson, Paris, Nagel, 1950, 3 t.
- Éd. Roger Caillois dans La Pléiade, 1949-1951, 2 t.
- Éd. Seuil, collection « L'Intégrale », 1964
- Éd. Robert Derathé mise à jour par Denis de Casabianca, Paris, Classiques Garnier, 2011, 2 t.
- Correspondance choisie, Philip Stewart (éd.), Paris, Classiques Garnier, 2015.
- Éd. Société Montesquieu[73], rattachée à l’École normale supérieure Lettre et Sciences humaines (Lyon) & Voltaire Foundation (Oxford), sur l'initiative de Jean Ehrard, 18 volumes parus depuis 1998 sur 22 prévus[74].

### Armoiries
- Les armes de Montesquieu sont : D'azur, à deux coquilles d'or en chef, accompagnées d'un croissant d'argent en pointe (ce sont les armes de la branche cadette, celle des barons de La Brède ; elles figurent sur l'ancien billet de 200 francs (1981-1994) à son effigie),
- couronne de baron,
- manteau de Président à mortier.
- (Les armes de la branche ainée de sa famille, celle des barons de Roquefort, étaient : D'azur, à la fasce d'or, accompagnée de deux coquilles d'or eu chef, et d'un croissant d'argent en pointe).